# Martín Mandra
Martín Mandra (20 de diciembre de 1975) es exdelantero argentino radicado en Ecuador. Nació en un hogar humilde y es el menor de los tres hijos que procrearon sus padres Roberto y Norma.
Durante su infancia y juventud trabajó junto a su familia como vendedor ambulante mientras jugaba en las formativas de uno de los mejores clubes de la Argentina, el Club Atlético Boca Juniors.
Ha actuado en varias ligas de fútbol: argentina, española, peruana, italiana, griega y ecuatoriana.
En 2015 se retiró definitivamente del fútbol profesional para dedicarse a su complejo deportivo y a su carrera de director técnico.

## Trayectoria
Jugó en las inferiores del Racing Club de Avellaneda donde llegó a debutar en el Clausura 1995 de la Primera División del fútbol argentino. Pasó a préstamo a Nueva Chicago del barrio de Mataderos donde se consagró como goleador del equipo marcando 15 goles en 27 encuentros.
Continuó su carrera en el Club Ferro Carril Oeste marcando 11 goles en 51 encuentros disputados. Entre los años de 1999 y el 2000 tuvo su primera experiencia fuera de Argentina con un paso fugaz por el fútbol español, jugando 2 encuentros para el Rayo Vallecano, terminando la temporada en el club Paniliakos del fútbol griego.
Una vez concluida la temporada, vuelve al Nueva Chicago y después juega en el Rosario Central. Luego de dos temporadas en Argentina vuelve a emigrar para jugar en el Nürnberg de Alemania, en el que juega un solo partido, retornando a la Argentina en 2003 para jugar en Gimnasia y Esgrima de La Plata.
En 2004 inicia el que sería su tercer y último ciclo en Nueva Chicago para luego emigrar nuevamente en a jugar en la primera división del fútbol peruano y formar parte de la plantilla del San Martín de Porres.
En 2005 retorna a Argentina para jugar en Huracán de Tres Arroyos y en Belgrano de Córdoba. Después recibe una oferta para jugar en la Unión Deportiva Melilla de España pero por rumores en cuanto a su pasaporte italiano no puede jugar en el equipo principal. Una vez solucionados estos problemas le costó recuperar su lugar en el primer equipo. Su pase fue vendido al Barletta Calcio para jugar en la Serie D del fútbol Italiano.
Luego de un paso corto por el fútbol italiano su siguiente destino fue Ecuador, en donde jugaría en tres equipos: Deportivo Azogues club en el que descendió para luego pasar por el Manta y Deportivo Quito En 2008 formó parte del Deportivo Quito que logró consagrarse campeón cortando una racha de 40 años de sequía sin títulos nacionales. En 2009 inició la temporada bajo las órdenes de Rubén Insua marcando un gol, pero el entrenador en conjunto con la directiva decide cortar con varios jugadores históricos del plantel por lo cual finaliza su contrato. Ese año Deportivo Quito lograría el primer bicampeonato de su historia. El mismo año formaría parte de la plantilla del Manta Fútbol Club pero una lesión en la rodilla le impidió participar de la mayor parte del torneo. En 2014 regresó a Ecuador para vincularse nuevamente a Sociedad Deportivo Quito pero la mala relación con el gerente deportivo no le permitió sumar minutos.
En junio de 2015, se retira como futbolista profesional para iniciar su carrera de Director Técnico en el Club Argentino Nueva Chicago, el mismo año regresa al Ecuador para ser parte de la directiva de Sociedad Deportivo Quito, con el cargo de Gerente deportivo y director de las divisiones formativas.

## Actualidad
Tuvo su partido de despedida en el Estadio Olímpico Atahualpa en el año 2015 y su nombre sonó como posible reemplazo de Paúl Vélez, también en dupla con el chileno Mauricio Donoso.
Actualmente se encuentra dirigiendo a su propio entrenamiento Martin Mandra en Quito con más cedes en Otavalo y Cayambe
En el 2024 dirigió el Club Sociedad Deportivo Quito ganando la noche amarilla en Quito contra Barcelona Sporting Club y consiguiendo excelentes resultados deportivos alcanzando la clasificación al play off final de ascenso.

## Clubes
Actualizado el 06 de julio de 2011
| Club                           | País      | Período   | Partidos | Goles |
| ------------------------------ | --------- | --------- | -------- | ----- |
| Racing Club                    | Argentina | 1995-1997 | 7        | 2     |
| Nueva Chicago (a préstamo)     | Argentina | 1996-1997 | 28       | 15    |
| Club Ferro Carril Oeste        | Argentina | 1998-1999 | 51       | 11    |
| Rayo Vallecano                 | España    | 1999-2000 | 2        | 0     |
| Paniliakos                     | Grecia    | 2000-2001 | 23       | 6     |
| Nueva Chicago                  | Argentina | 2001-2002 | 28       | 7     |
| Rosario Central                | Argentina | 2002-2003 | 22       | 4     |
| Nürnberg                       | Alemania  | 2003      | 1        | 0     |
| Gimnasia y Esgrima de La Plata | Argentina | 2003      | 7        | 0     |
| Nueva Chicago                  | Argentina | 2004      | 16       | 2     |
| San Martín de Porres           | Perú      | 2004      | 18       | 5     |
| Huracán                        | Argentina | 2005      | 4        | 0     |
| Belgrano de Córdoba            | Argentina | 2005      | 10       | 3     |
| Unión Deportiva Melilla        | España    | 2006-2007 | 26       | 6     |
| S.S. Barletta Calcio           | Italia    | 2007      | 4        | 0     |
| Deportivo Azogues              | Ecuador   | 2007      | 21       | 11    |
| Deportivo Quito (a préstamo)   | Ecuador   | 2008-2009 | 60       | 18    |
| Manta                          | Ecuador   | 2010      | 11       | 5     |
| TOTALES                        | TOTALES   | TOTALES   | 339      | 95    |

## Estadísticas
| Liga                              | Presencias | Goles |
| --------------------------------- | ---------- | ----- |
| Primera División Argentina        | 135        | 26    |
| Primera B Nacional Argentina      | 38         | 18    |
| La Liga                           | 2          | 0     |
| Segunda División B de España      | 26         | 6     |
| Super Liga de Grecia              | 23         | 6     |
| Serie D Italiana                  | 4          | 0     |
| Bundesliga Segunda División       | 1          | 0     |
| Primera División Peruana          | 18         | 5     |
| Serie A de Ecuador                | 92         | 34    |
| Competiciones en la Copa Conmebol | 4          | 0     |
| TOTALES                           | 343        | 95    |

## Palmarés

### Campeonatos nacionales (3)
| Liga                        | Título                                | Club            | País     | Año  |
| --------------------------- | ------------------------------------- | --------------- | -------- | ---- |
| Bundesliga Segunda División | Bundesliga Segunda División 2003      | FC Nürnberg     | Alemania | 2003 |
| Serie A de Ecuador          | Campeonato Ecuatoriano de Fútbol 2008 | Deportivo Quito | Ecuador  | 2008 |
| Serie A de Ecuador          | Campeonato Ecuatoriano de Fútbol 2009 | Deportivo Quito | Ecuador  | 2009 |